# زمین‌لرزه عقرب ۱۳۶۹ افغانستان
زمین‌لرزه افغانستان  در تاریخ ۲۵ اکتبر ۱۹۹۰ میلادی، برابر با ‎۳ آبان ۱۳۶۹، ساعت ۴:۵۳:۵۹ به زمان یوتی‌سی در افغانستان رخ داد. ژرفای این زلزله ۱۱۲٫۳ کیلومتر بود، و بزرگی آن ۵٫۸ در مقیاس Mw اعلام شده‌است. زمین‌لرزه به وقت محلی در روز پنج‌شنبه، ساعت ۸٫۵ روی داده و منطقه زمانی آن یوتی‌سی +۴٫۵ بوده‌است .
سازمان زمین‌شناسی آمریکا نیز رومرکز این زمین‌لرزه را در مختصات ۳۵°۰۷′۱۶″شمالی ۷۰°۲۹′۱۰″شرقی / ۳۵٫۱۲۱°شمالی ۷۰٫۴۸۶°شرقی و ژرفای آنرا در ۱۱۳ کیلومتر گزارش کرده‌است. بزرگی برگزیدهٔ این سازمان از میان بزرگیهای محاسبه‌شدهٔ مختلف ۵٫۸ در مقیاس Mw بوده و از دید اثر، در میان چهار دسته‌بندی «نامحسوس»، «محسوس»، «زیان‌آور» یا «با تلفات»، زلزله را «با تلفات» اعلام کرده‌است.
پروژهٔ «تنسور گشتاور مرکزوار» زاویه‌های (راستا، شیب، ریک) گسل سازندهٔ زمین‌لرزه و صفحه عمود بر آنرا (°۲۶۰، °۳۴، °۱۱۳) یا (°۵۳، °۵۹، °۷۵) و نوع گسل را «معکوس» فرارسانده‌است.
شمار کشتگان زلزله حدود ۱۱ نفر بوده‌است.تعداد زخمیان ۲۵۰ نفر برآورده شده‌است.